# 皮尼格羅夫 (特拉華州)
皮尼格羅夫（英語：Piney Grove）是位於美國特拉華州蘇塞克斯縣的一個非建制地區。該地的面積和人口皆未知。

## 地理
皮尼格羅夫的座標為38°37′52″N 75°23′13″W / 38.63111°N 75.38694°W，而該地的平均海拔高度為14米（即46英尺）。